# Андреевские заразы
Андре́евские зара́зы (или Андреевский овраг) — правый приток Москвы-реки, расположенный на территории Нескучного сада в 380 м ниже по течению от Андреевского монастыря.
Находится в центральной части города около Третьего транспортного кольца и Окружной железной дороги.
Представляет собой разветвлённую овражно-балочную систему длиной 570 метров с прудом в низовьях. Начинается двумя отвершками вблизи дома № 30 по Ленинскому проспекту, после слияния которых спускается в направлении севера и северо-запада, по пути присоединяя ещё два правых отвершка с крутыми, покрытыми лесом склонами. Пруд в низовьях (Сергиевский пруд или Пруд в Андреевских заразах) имеет овальную форму длиной 130 и шириной до 23 метров и окантованные бетоном берега. Подпитывается водой из трёх родников и грунтовыми водами, возможно, выходящими на дне пруда. Вода из пруда уходит в колодец и далее по подземному коллектору впадает в Москва-реку.

## История
На берегах в прошлом располагалась усадьба князей Трубецких.
Андреевские заразы объявлены охраняемой природной территорией в целях обеспечения сохранения, восстановления и дальнейшего развития природоохранного и историко-культурного потенциала города Москвы (закон № 37 от 06 июля 2005 года).

### Происхождение названия
Первая часть топонима «Андреевские заразы» объясняется расположением данной местности в непосредственной близости от Андреевского монастыря. Вторая часть — представляет собой географический апеллятив «зараза»: употребленный во множественном числе, в прошлом означал «неровное или овражистое место», «лес с оврагами», «отвесная круча», «обрыв», «высокий берег реки», и его можно часто встретить среди топонимов на территории бывшего московского и рузского княжеств.